# 大磯パーキングエリア

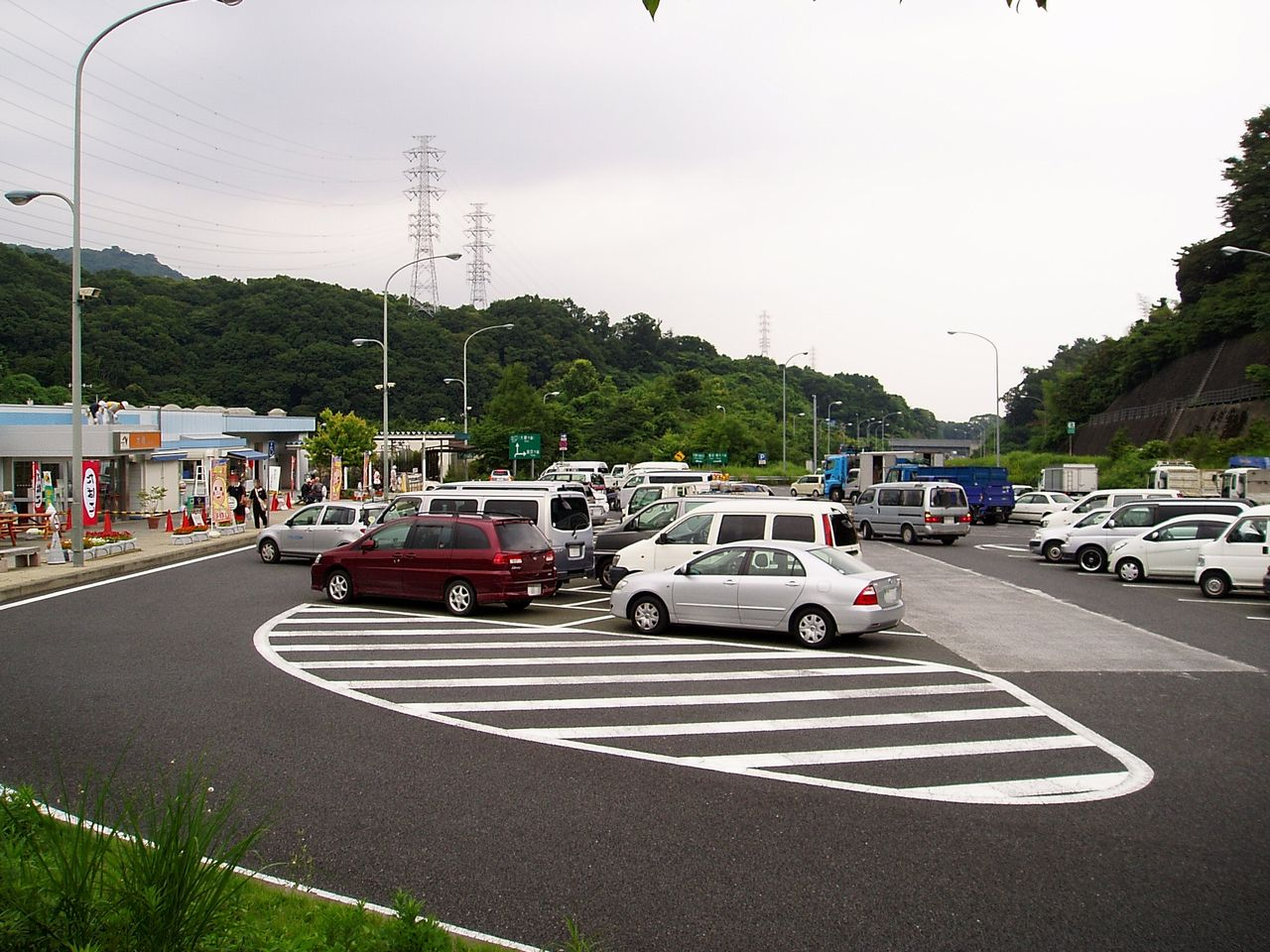
大磯パーキングエリア

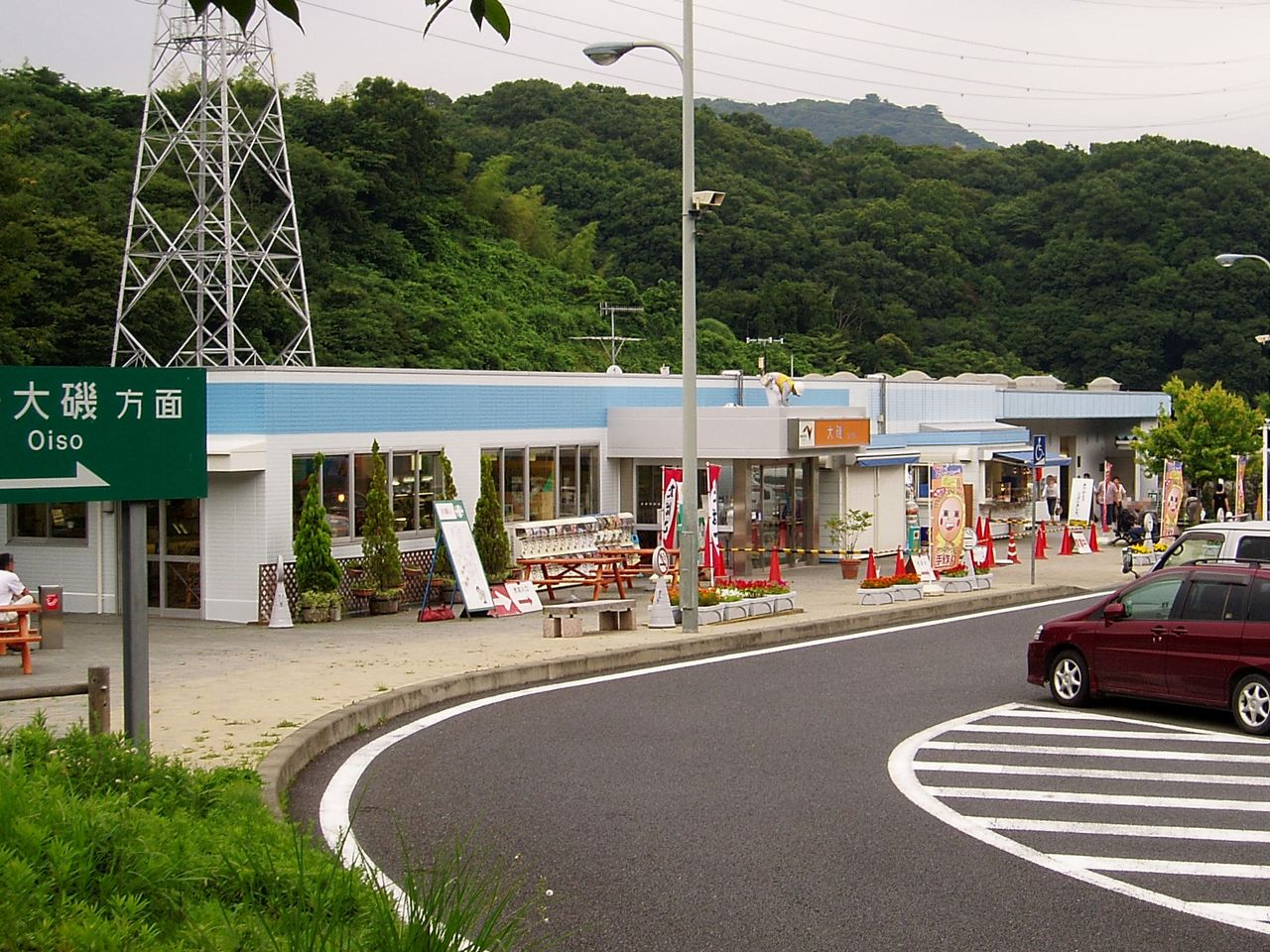
売店

大磯パーキングエリア（おおいそパーキングエリア）は、神奈川県中郡大磯町の小田原厚木道路上にあるパーキングエリア。上り線（厚木方面）にのみ設置されている。
大磯IC出口に隣接しており、PAから大磯IC出口への流出路もある。

## 道路
- E85 小田原厚木道路

## 施設

### 上り線（厚木方面）
- 駐車場
  - 大型 8台
  - 小型 60台
- トイレ
  - 男性 大5（和式2・洋式3）・小10
  - 女性 14（和式2・洋式12）
    - 同伴の男児用 2

  - 車椅子用 1
- フードコーナー（6時〜22時）
- カフェ・クラッセ（同上）
- ショッピングコーナー（同上）
- 自動販売機
- ファミリーマート（24時間）
  - イーネットATM（横浜銀行管理）
- 給電スタンド（24時間）

## 隣
E85 小田原厚木道路
二宮IC - 大磯IC/PA（PAは上り線のみ） - 平塚TB - 平塚IC/PA（PAは下り線のみ）